# Standardmaßnahme
Unter Standardmaßnahmen oder Standardbefugnissen versteht man im deutschen Polizeirecht die in den Polizeigesetzen der Länder geregelten, gegenüber der polizeirechtlichen Generalklausel speziellen Rechtsgrundlagen für Eingriffe in besonders grundrechtssensible Bereiche zum Zwecke der Gefahrenabwehr.
Verfassungsrechtlicher Hintergrund der Standardmaßnahmen ist der rechtsstaatliche Bestimmtheitsgrundsatz. Zwar würden die von den Spezialermächtigungen erfassten Fälle auch bereits von der Generalklausel erfasst, die Eingriffsvoraussetzungen sind für die Standardmaßnahmen aber präziser gefasst. Wenn für einen Eingriff der Anwendungsbereich einer Standardmaßnahme eröffnet ist, ist dieser allein nach den dafür vorgesehenen Voraussetzungen zulässig. Sind diese im Einzelfall nicht erfüllt, darf nicht auf die Generalklausel zurückgegriffen werden.
Wichtige Standardmaßnahmen sind:
- Datenerhebung bei öffentlichen Veranstaltungen, an gefährdeten Objekten oder in öffentlichen Verkehrseinrichtungen
- Durchführung von Ermittlungen, Befragungen
- Durchsuchung von Personen, Sachen oder Wohnungen
- Erkennungsdienstliche Behandlung
- Identitätsfeststellung
- Ingewahrsamnahme
- Platzverweisung
- Polizeiliche Beobachtung
- Sicherstellung
- Vorladung

Standardmaßnahmen sind nach heute herrschender Auffassung Verwaltungsakte. Die Regelung liegt hier in der Anordnung gegenüber dem Betroffenen, die polizeiliche Maßnahme zu dulden oder selbst ein bestimmtes Handeln vorzunehmen (Platzverweis). Das gilt auch dann, wenn die Standardmaßnahme neben dem Duldungselement zugleich eine tatsächliche polizeiliche Vollziehungshandlung zum Gegenstand hat (z. B. Durchsuchung: Der Betroffene muss dulden, dass die Polizei seine Wohnung durchsucht). Aus verfahrensökonomischen Gründen wird die betreffende Standardmaßnahme durch den Gesetzgeber als einheitliche Maßnahme behandelt: Die eigentliche Regelung ist die Auferlegung der Duldungspflicht, während die Umsetzung nur als ein im Verhältnis zur Regelung unselbständiger Annex gewertet wird.